# Дубинка (Росія)
Ду́бинка (рос. Дубынка) — село у складі Казанського району Тюменської області, Росія.
Населення — 566 осіб (2010, 712 у 2002).
Національний склад станом на 2002 рік:
- росіяни — 94 %